# Роберт Мугабе
Роберт Габријел Мугабе (енгл. Robert Gabriel Mugabe; Солзбери, 21. фебруар 1924 — Сингапур, 6. септембар 2019) је био зимбабвеански политичар и револуционар. Налазио се на челу владе Зимбабвеа као председник владе (1980—1987), а од 1987. до 2017. године председник државе.
Дана 30. јануара 2015. године изабран је за председника Афричке уније.
Био је вођа организације Афрички национални савез Зимбабвеа, који се борио за слободу црног домородачког становништва у тадашњој Родезији.

## Биографија
Рођен је у Солзберију, данашњи Зимбабве. Дипломирао је на Форт Херу у Јужној Африци 1951. године, где се упознао са Џулијусом Њеререом, Кенетом Каундом и осталима. Студирао је још наредних неколико година на неколико различитих универзитета до 1957. године. Током боравка у Гани, био је надахнут идејама Квамеа Нкруме.

### Борба за независност Зимбабвеа
Године 1960, Мугабе се вратио у Родезију и постао члан Националне демократске партије. Убрзо је влада Ијана Смита забранила деловање странке. Мугабе се затим прикључио илегалном покрету Афрички народни савез Зимбабвеа (ЗАПУ), али га је 1963. напустио и придружио се Афричком националном савезу Зимбабвеа (ЗАНУ) у борби за ослобођење Зимбабвеа од расистичке белачке владе Ијана Смита.
Влада Родезије је 1964. забранила деловање ЗАНУ-а и ЗАПУ-а, а Мугабеа су ускоро ухапсили. Током робије је два пута дипломирао право и једном економију на Лондонском универзитету. Године 1974, док је још увек био у затвору, био је изабран за новог вођу ЗАНУ-а. Након што је Јужноафричка Република подстакла Родезију на блажу политику, Мугабе је коначно изашао из затвора у децембру исте године.
Јужноафрички председник Балтазар Јоханес Ворстер је, под притиском Кисинџера, присилио Ијана Смита да прекине с политиком владавине белачке мањине над црначком већином. Марта 1978. године, бискуп Абел Музорева је у договору с владом покренуо процес формирања транзиционе владе, која је требало да одржи слободне изборе. На изборима је победила Музоревина странка, али међународна заједница није признала изборе. Герилске организације Мугабеа и Нкомоа одбиле су сарадњу с транзиционом владом и наставиле рат против родезијске владе.

Септембра 1979. коначно су били покренути Ланкастерски мировни преговори око примирја на којима су учествовали Смит, Мугабе, Џошуа Нкомо, Звобго и остали. 
Све стране су се сложиле да се напише нови устав за нову Републику Зимбабве и одрже избори у фебруару 1980. године. Мугабе је на преговорима пристао на компромис и обећао да ће у будућем парламенту 20 посланичких места бити зајамчено представницима белачке мањине и прихватио 10 година мораторијума за амандмане на устав.
Након завршетка преговора и повратка у Зимбабве, Мугабе је био одушевљено дочекан од масе људи и симпатизера.

### Премијер
На парламентарним изборима, одржаним фебруара 1980. године, Мугабеов ЗАНУ освојио је 57 од 80 посланичких места, од којих је 20 добила белачка мањина. Мугабе је у првим годинама независности Зимбабвеа настојао да формира лабаву коалицију са Џошуом Нкомоом и ЗАПУ-ом. Ово је уједно био и начин да придобије подршку народа Ндебеле на југу државе који је подупирао ЗАПУ. На северу је пак ЗАНУ добивао подршку од народа Шона. Нкомо је напослетку добио неколико функција у Мугабеову кабинету, али је већина чланства ЗАНУ-а била против компромиса.
Мугабе је под тим притиском отпустио Нкомоа из владе 1983. и он је са ЗАПУ-ом покренуо герилску борбу на југу против власти у Харареу. Између 1982. и 1985. године, већина оппора Ндебелеа била је уништена. „Католичка комисија за правду и мир Зимбабвеа“ проценила је да је у нападима владиних трупа страдало између 10.000 и 20.000 људи. Мировни споразум је постигнут 1987, након којег су се ЗАНУ и ЗАПУ 22. децембра 1988. ујединиле у Афрички национални савез Зимбабвеа – Патриотски фронт. Џошуа Нкомо је поновно постао члан Мугабеове администрације као потпредседник Зимбабвеа.

### Председник
Функција премијера Зимбабвеа је укинута 1987. године, па је Мугабе исте године постао председник државе. Следио је савет танзанијског председника Џулијуса Њеререа да је за постколонијалне афричке државе тренутно најбољи систем једностраначје, јер империјалисти и неоколонијалисти демократију у Африци искориштавају за дестабилизацију младих држава.
Био је изабран за председника на изборима 1990, а затим поновно 1996, 2002. и 2008. године.
Током 1990-их, нова опозиција је почела да се формира око младог Моргана Цвангираја, вође Покрета за демократске промене (МДЦ). Мугабе се први пут суочио с Цвангирајем на изборима 2002. године, победивши га са освојених 56,2% гласова. Међународна заједница на челу с Великом Британијом, Европском унијом и САД-ом прогласила је изборе намештенима. Владе ових земаља од тада су почеле да подупиру Цвангираја.
Кризу између владе и опозиције продубио је физички напад на Цвангираја 2007. године. На изборима 2008. године ЗАНУ-ПФ је по први пут изгубила већину у парламенту (94 места), а већину је освојио МДЦ (110 места). Мугабе на председничким изборима није прешао праг од 50% гласова, због чега је требало да се одржи други круг. Цвангирај је напослетку одустао од учешћа у другом кругу због притисака и малтретирања. Мугабеов шести председнички мандат започео је 29. јуна 2008. године.
Крајем 2008, тадашњи јужноафрички председник Табо Мбеки покренуо је процес преговора између Мугабеа и Цвангираја с циљем да се заврши политичка криза у Зимбабвеу. Договор је напослетку постигнут и према њему је Мугабе остао председник, Цвангирај је постао премијер, а опозиционар Артур Мутамбара заменик премијера.
Мугабе је на председничким изборима 2013. године поновно изабран за председника Зимбабвеа, освојивши 61% гласова.

### Борбе око наследника
Иако је у јавности Мугабе одбацио могућност повлачења са власти, унутар владајуће Зану-ПФ долази до борбе око тога ко ће наследити 93-годишњег лидера на позицији председника државе. Почев од 2014. Мугабе је у неколико наврата путовао у Сингапур где је био подвргнут операцији катаракте. У децембру 2014. Мугабе је сменио потпредседника Џојс Мугуру, под оптужбама да планира његово свргавање са власти.
У јануару 2015. изабран је за председника Афричке уније, а новембру 2015. најавио је да ће се кандидовати на изборима 2018. године. Владајућа партије потврдила је његову кандидатуру. Приликом прославе свог 93-ег рођендана у фебруару 2017. Мугабе је навео да не планира да се повуче и да сви у партији и земљи желе да се он кандидује на изборима.
"Већина људи осећа да нема замене, наследник који је за њих прихватљив, као што сам ја прихватљив", рекао је Мугабе том приликом.
У јавности и у медијима појавиле су се спекулације да Мугабе намерава да га наследи његова супруга Грејс, док га је она јавно позвала да одреди наследника. У исто време, погоршао се однос између потпредседника Емерсона Мнангагве и Мугабеа. Мнангагва, дугогодишњи Мугабеов савезник и саборац из времена борбе за независност, виђен је као водећи кандидат да наследи Мугаба.
Мугабе је сменио Мнангагву са места потпредседника 6. новембра 2017. након чега је он побегао из земље.
Политичка криза у земљи се заоштрила након што је шеф генералштаба позвао Мугабеа да прекине са чистком ратних ветерана и упозорио да војска неће остати равнодушна.

### Државни удар и кућни притвор
Војска Зимбабвеа преузела је контролу над државом у пучу 15. новембра 2017. а Мугабе и његова жена Грејс стављени су у кућни притвор. Војни званичници тврде да није дошло до државног удара, већ "преноса власти без проливања крви" док је Мугабеова владајућа партија Зану-ПФ навела да је бивши потпредседник Емерсон Мнангагва постављен за привременог председника.
Војска је навела да су Мугабе и његова супруга безбедни, а сам Мугабе потврдио је да је у кућном притвору у телефонском разговору са председником Јужне Африке Џејкобом Зумом.
Портпарол Зану-ПФ саопштио је да су Мугабе и његова супруга Грејс добили имунитет од гоњења и да могу да остану у земљи.

### Оставка
Мугабе је поднео оставку на место председника 21. новембра 2017. Како наводе медији, Мугабе је написао да је оставку дао "одмах и добровољно", иако је био под притиском војске и владајуће партије.
Мугабеа је на функцији председника наследио бивши саборац и блиски сарадник, Емерсон Мнангагва.

## Привредна и социјална политика
Мугабе је током 1980-их спроводио социјалистички привредни програм. Зимбабвеанска привреда је 1980. и 1981. доживела снажан раст Бруто производа од 10,6% и 12,5%. Између 1982. и 1989. годишња стопа раста била је 2,7%. Тржишне реформе с почетка 1990-их нису имале превише успеха, због чега је развој почео да стагнира. Међународни монетарни фонд је 2010. објавио привредни раст у Зимбабвеу. Међутим, у исто је време зимбабвеански долар 2009. доживео другу највећу хиперинфлацију у модерној историји, након чега је суспендован из употребе.
Током 1980-их су вршена улагања у ситне пољопривредне поседе, што је означило њихов раст и побољшање социјалног стања у држави. Између 1980. и 1990. смртност новорођенчади у Зимбабвеу смањила се са 86 на 49 на 1000 рађања, смртност деце до пете године опала је са 128 на 55 на 1000 живућих, просечан животни век је продуљен са 56 на 64 године. Зимбабве је имао нижу стопу смртности, вишу писменост одраслих и боље школско образовање од просека држава у развоју.
Према критичарима, његова лоша економска политика је довела до хаоса у земљи. Зимбабве је данас земља са највећом инфлацијом у свету.

## Занимљивости о Мугабеу
Проглашен је витезом од стране краљице Елизабете II. Британска краљица доделила је Мугабеу Велики Витешки крст по реду Бата за улогу у развоју односа између Зимбабвеа и Велике Британије. Међутим, витештво му је касније одузето.
Године 2000. освојио је 100.000 долара на лутрији у Зимбабвеу, који је организовала банка у већинском власништву државе.

## Смрт
Роберт Мугабе је преминуо 6. септембра 2019. године у Сингапуру у својој 95 години живота.